# Олдрич, Маришка
Маришка Олдрич (англ. Mariska Aldrich; 27 марта 1881 — 28 сентября 1965) — американская оперная певица (драматическое сопрано) и актриса.

## Биография
Родилась под именем Маришка Хорварт в Бостоне, штат Массачусетс. Была ученицей Альфреда Джирадета (1906—1909) и Джорджа Хеншеля. В 1908 году дебютировала в Манхэттен-центре, исполнив роль Пажа в опере «Гугеноты». Она продолжала петь в труппе Манхэттен-центра с 1909 по 1913 годы. В 1910—1911 годах пела в «Метрополитен-опера», где исполнила роль Азучены в опере «Трубадур», Фрики в опере «Золото Рейна», Лолы в опере «Сельская честь», Наолы в опере Фредерика Конверса «Лолан, или Трубка желания» и Венеры в опере «Тангейзер». Во время гастролей по Европе её вокальный голос изменился с контральто на драматическое сопрано. В 1914 году сыграла роль Брюнхильды в Байройте. 18 апреля 1901 года вышла замуж за Джея Фрэнка Олдрича. Скончалась в 1965 году.

## Фильмография
| Год  | Фильм            | Роль            |
| ---- | ---------------- | --------------- |
| 1934 | Леди по выбору   | Лукреция        |
| 1936 | Дама с камелиями | Подруга Камилье |
| 1941 | Свист в темноте  | Хильда          |